# Rinascita Basket Rimini
Rinascita Basket Rimini (RBR), früher bekannt als Basket Rimini oder Crabs Rimini, ist ein Basketballverein aus Rimini.

## Geschichte
Der Verein wurde 1947 unter dem Namen Polisportiva Libertas gegründet. In den 1970er Jahren erreichte der Club, damals unter dem Namen Basket Rimini, zum ersten Mal den Aufstieg in die zweithöchste italienische Liga, die Serie A2. Am Ende der Saison 1983/84 gelang der erste Aufstieg in die höchste italienische Liga, die Serie A1, in der der Club insgesamt acht Saisons bis 2001 spielte, bei mehreren Abstiegen und Aufstiegen. Die beste Platzierung war der 8. Platz in der Saison 1985/86. Außerdem qualifizierte sich der Verein zweimal für den internationalen Korać-Cup, an dem er in den Saisons 1998/99 und 1999/2000 teilnahm.
Im Jahr 2001 konnte Basket Rimini den endgültigen Abstieg in die neu gegründete Legadue, die die Serie A2 ersetzt hatte, nicht verhindern. Gleichzeitig wurde das Wort Crabs (Krabben) dem offiziellen Namen hinzugefügt. Nach zehn Jahren in dieser Liga konnte der Club 2011 aufgrund finanzieller Schwierigkeiten nicht mehr am Wettbewerb teilnehmen. Er begann wieder in der vierten nationalen Liga, in der er sieben Saisons spielte, bis der Eigentümer Luciano Capicchioni am Ende der Saison 2017/18 beschloss, sich ausschließlich auf die Jugendarbeit zu konzentrieren.
Einige Jugendmannschaften des Clubs gewannen in den 1980er und 1990er Jahren nationale Meisterschaften. Zu den bekanntesten Spielern, die in der Jugendabteilung des Clubs ausgebildet wurden, gehören Carlton Myers und Alex Righetti, die ihre Profikarriere in Rimini begannen.
In der Zwischenzeit wurde 2018 ein neuer Club namens Rinascita Basket Rimini (RBR) gegründet. Die Mannschaft debütierte in der Serie C und stieg gleich in der ersten Saison in die Serie B auf. Im Mai 2020 erwarb RBR den Sporttitel der Crabs Rimini und integrierte damit auch den historischen Verein. Die Saison 2021/22 endete mit dem Aufstieg in die Serie A2.